# Zamlacsszentvid
Zamlacsszentvid (horvátul Vidovec) falu és község Horvátországban, Varasd megyében. Közigazgatásilag Budislavec, Cargovec, Domitrovec, Krkanec, Nedeljanec, Papinec, Prekno, Šijanec, Tužno és Zamlača falvak tartoznak hozzá.

## Fekvése
Varasdtól 7 km-re délnyugatra a Drávamenti-síkságon a Varasdot Ivanecen és Lepoglaván át Zágrábbal összekötő 35-ös főút mentén fekszik.

## Története
Vidovec első írásos említése abban az oklevélben történik, melyben II. András király Varasdot szabad királyi várossá emeli. Az oklevélben körülírják a város határait, köztük a szomszédos Domkovec és Vidovec falvakkal közös határt. Vidovec egyházilag Zamlača plébániájához tartozott, melyet 1334-ben említenek először. A település következő említése 1479-ben Bárthory István országbírónak a csázmai káptalannak Varasd város határai 1470.évi kiigazításáról szóló oklevelét megerősítő oklevelében található, melyben a település "Wydowez" alakban szerepel.
A Varasd környéki települések számára a 15. század vége és 16. század a szüntelen török veszély miatti félelem jegyében telt el. A portyázó török lovasság első csoportjai a 15. század végén érkeztek meg erre a vidékre. Még nagyobb veszély fenyegette a lakosságot, amikor 1532-ben II. Szulejmán szultán Bécs elleni hadjárata során erre vezetett a török sereg útja. A föld népe a közeli erdőkbe menekült, mások Varasd erődített városában kerestek menedéket. Az otthon maradottakat a török kirabolta és fogságba hurcolta. A török nem támadta meg Varasdot, melynek lakói a városfalakról nézték, amint az elvonuló sereg útját végestelen végig égő falvak jelezték. 1552-ben Ulama pozsegai szandzsákbég vezetett hadjáratot Nyugat-Szlavónia és a Drávamente ellen. I. Ferdinánd király a terület védelmét Zrínyi Miklós horvát bánra és Székely Lukácsra bízta, akik Maruševec váránál többezres horvát sereget gyűjtöttek össze. Július 4-én a Püspökinél táborozó török sereg Vinica irányába indult meg, hogy a Drávamente falvai után Stájerországot pusztítsa. A Varasdi síkság falvai, köztük Vidovec is lángokban álltak. A horvát hadak Maruševec mellett várták be és verték szét a török sereget, melynek maradékai Ludbreg és Kapronca irányába menekültek el.
A korabeli források beszámolnak arról, 1554-ben az adót fizetni nem tudó falvakat, köztük Vidovecet a török felégette. Az elpusztított falvak csak nagyon sokára népesültek be újra és a népesség számát sokban befolyásolta a török lovasságtól való állandó félelem. Vidovec birtokosa ebben az időben Batthyány Ferenc volt, aki rövid ideig a horvát báni tisztséget is betöltötte. A birtokot Zamlačáról igazgatták, ahol Batthyánynak kúriája volt. 1599-ben a pestis pusztította a falu lakosságát. Az elpusztultak helyére Pakrac környékéről telepítettek be jobbágyokat. 1682-ben a pestis újabb hulláma tört rá Varasd környékére, ezúttal Stájerországból. Különösen nagy pusztítást vitt véghez Vidovec, Križovljan és Gornja Voća falvakban, magát a várost azonban megkímélte. Ekkor építették fel a varasdiak hálából a Szent Fábián és Sebestyén kápolnát. Harminc évvel később, 1712-ben újabb pestisjárvány következett, mely ezúttal Magyarországról érkezett, az 1731-es járvány pedig főként az állatállományt sújtotta. A háborús idők elmúltával a település is fejlődésnek indult. A 19. század közepére pedig a hazafias eszmék erősödtek meg.
Vidovec a 16. századig egyházilag Zamlača Szent Ulrik plébániájához tartozott, ennek részeként 1501-ben említik utoljára.
A vidoveci plébánia létezéséről 1574-ből van először adatunk. Történészek feltételezik, hogy a mai plébániatemplom elődje valószínűleg már a 16. század közepén állt és temető övezte. A varasdi főesperesség 1638-as egyházi vizitációja megemlíti, hogy a templom épülete falazott és sekrestye is tartozik hozzá. Szentségtartója előbb a falban mélyített fülkében volt, később a tridenti zsinat rendelkezése szerint a főoltárra került. Szószéke fából készült és eltérően a főesperesség más templomaitól ahol a kórus is fából épült, falazott kórusa volt. A mai templomot 1820-ban Petr Laurenčić plébános idejében kezdték építeni és kilenc évvel később szentelték fel Szent Vid tiszteletére. Felépítéséhez jelentős anyagi támogatást adott Patacsich Eleonóra grófnő és az akkori bánhelyettes és zágrábi főispán Lukavszky Donát is.
Az első világháborúban a vidoveciek többsége a 16. gyalogezredben szolgált és előbb a szerb, majd az orosz fronton harcolt. A falu 1920-ig Varasd vármegye Varasdi járásához tartozott, majd a Szerb–Horvát–Szlovén Királyság része lett. A két világháború között lakói főként mezőgazdaságból éltek. A második világháború idején elkerülték a nagyobb harci események. Az önálló horvát állam létrejöttét a lakosság kitörő örömmel fogadta, az ezt követő harci cselekmények után azonban újabb nehéz időszak következett, mert jogszerű bírósági ítélet nélkül ötven embert öltek meg. 2001-ben a községnek 5539, a falunak 847 lakosa volt.

## Nevezetességei
- Szent Vid tiszteletére szentelt római katolikus plébániatemploma[2] 1820 és 1829 között épült. 1843-ban régi orgonáját újra cserélték, majd 1911-ben az egyházközség új, tizenegy regiszteres orgonát vásárolt. 1906-ban Karl Zabavnik plébános, aki egész életét a visoveci plébániának szentelte a templomot olasz mesterekkel festette ki. 1993. március 20-án egy tűzvészben a templom tornya leégett és megsemmisült az orgona is. Rögtön megindult az újjáépítés, mely során felépült a harangtorony, elkészült az új homlokzat, a villanyvilágítás, a fűtés, az üvegablakok és a padok. Megújultak az oltárok és a szobrok is. A templom 1998-ban a németországi Holztraubach híveitől kapott egy 1897-ben Regensburgban készített orgonát.
- A falu közepén az útkereszteződésben található a település legrégibb műemléke a Szenvedő Krisztus 16. századi szobra Szent Flórián 1672-ben készített domborművável.[3] A szobrot egy betonkápolna veszi körül az 1946-os évszámmal és az „U čast trpećem Isusu” (A szenvedő Jézus tiszteletére) felirattal. A négyoldalú kőtalapzaton egy ülő polikróm Krisztus-szobor látható. A szobor minőségi alkotás, és Jézus arcának különösen szépen kidolgozott, fájdalmas kifejezésével. A felirat alatt, a talapzat alsó részén látható a Szent Flórián-dombormű, amint eloltja egy ház tüzét. Flóriánt nem római katonaként ábrázolják, hanem korának tipikus barokk páncéljában van, és a ház, amelynek a tüzét oltja nádtetővel rendelkezik. Valószínűleg az adott terület és korszak tipikus parasztháza. A szobor korának tipikus, bár nagyon ritka művészeti emléke, melyet 1941-ben megújítottak.
- A Vidoveci anya szobrát a honvédő háború hőseinek és a II. világháborút követő kommunista megtorlás áldozatainak emlékére állították.
- A varasd-ivaneci főúttól mindössze húsz méterre a falu közepén áll a Bužan család 19. század első felében épített kastélya.[4] Kutatók szerint Vidovecen már 1740 körül állt két nemesi udvarház egy rezidencia és egy castellum. A birtoknak története során több tulajdonosa volt. A gersei Pethő család, a Patacsichok, majd 1817-től Samujl Bužan, később házasság révén a samobori Ivo Kušević, 1891-től Jordis-Lohansen báró, majd utolsó tulajdonosa Radovan Kukljević volt. A kommunista időkben a kastélyt államosították és lakásokat alakítottak ki benne. Az épület erősen leromlott állaga miatt alapos felújításra szorul.
- A falu központjában mintegy másfél hektáros kiterjedésű park található. A fák állapotából szakértők megállapították, hogy a parkot valószínűleg 19. század közepén létesítették. Egykori kinézetét régi képeslapok ábrázolják, a parkban egykor szépen karbantartott sétautak, padok, pavilonok álltak. A park taván híd vezetett át. A régi parkból mára csak a bejárati portál maradt fenn. A terület mint dendrológiai emlék 1972 óta védett, számos fa és növényritkaság található benne. A tervek között szerepel a park eredeti állapotban történő visszaállítása.
- A Bužan-Kušević családnak a temetőben álló sírkápolnája[5] valószínűleg a 19. század közepén épült. Faragott kőtömbökből épült, neogótikus stílusban. Nyugat-keleti tájolású, egyhajós épület, sokszögű szentéllyel, amely ugyanolyan szélességű, mint a hajó.

## Külső hivatkozások
- A község hivatalos oldala
- A plébánia honlapja
- Az alapiskola honlapja
- Az RK Vidovec kézilabdacsapatának honlapja